# 王宪钊
王宪钊（1916年—1998年8月16日），男，山东福山人，中国气象学家，曾任中央气象局气象台总工程师，中央气象局副总工程师，第四、五、六届全国政协委员。